# 돌격대
돌격대(독일어: Sturmabteilung 슈투름압타일룽[*])는 나치당의 준군사조직이다. 무솔리니가 인솔하는 국가 파시스트당의 검은 셔츠단을 본떠 창설되어 연설회 등 나치당이 주최하는 정치 활동의 경비와 반대 정당에 대항하는 것 외에 당 간부의 신변 경호를 목적으로 하였다. 제복의 색 때문에 갈색 셔츠단으로 불렸다. 후에 독립하는 친위대는 검은색의 제복을 착용하여 구별된다.

## 돌격대의 세력 신장과 위기
전체주의적인 사회주의/공산주의/민족주의와 자유주의 세력의 혼란한 대립 속에 돌격대는 나치의 집회를 방해하는 세력(주로 공산당)에 대항하여 당 집회를 보호한다는 명분으로 창설되었다.

### 장검의 밤 사건
1934년 6월 30일 히틀러의 명령으로 하인리히 힘러의 친위대가 에른스트 룀을 비롯한 돌격대 고위간부들을 숙청했다. 이 사건을 장검의 밤 사건이라 부른다.
이 사건의 배경은 히틀러가 1933년 1월 30일에 수상으로 임명된 후 계속 수가 늘어난 돌격대와 기존 권력 집단과 관계를 통해 정권을 안정화하려고 했던 히틀러 간 갈등에서 비롯되었다. 집권 이후 돌격대는 매우 많은 숫자로 불어났고, 정권 장악에서 머무르지 않고 제2의 혁명을 주장하게 되었다. 특히 룀은 기존 제국군을 대신하여 돌격대가 국방군이 되고, 자신이 국방장관이 되기를 꿈꾸었다. 이러한 돌격대와 돌격대 간부들의 주장은 히틀러의 입장에서는 받아들일 수 없는 것이었다.

### 장검의 밤 사건 이후
룀이 숙청되면서 새로운 돌격대의 참모장에 히틀러의 신임을 받고 있던 빅토르 루체가 임명되었다.
장검의 밤 사건 이후 돌격대의 세력은 감퇴되었다. 그 이후 돌격대는 장검의 밤 이전의 지위를 회복하기 위하여 노력하였고, SS처럼 군 조직화를 시도하여 SA Panzer division Feldherrnhalle라는 기갑사단을 창설하였으나, 지도자인 루체가 교통사고로 사망하면서 장검의 밤 이전의 지위를 누리려는 계획은 실패하고 만다. 그럼에도 불구하고 돌격대는 1945년까지 나치의 최대의 조직으로서 존속하였으며, 전시 중에는 국방군을 보조하는 임무를 맡았었다.

## 돌격대 지도자
- 에밀 마우리체(Emil Maurice, 1920년 - 1921년)
- 한스 울리히 클린체(Hans Ulrich Klintzsche, 1921년 - 1923년)
- 헤르만 괴링 (Hermann Göring, 1923년)
- 공석 (1923-1925)
- 프란츠 페퍼 폰 잘로몬(Franz Pfeffer von Salomon, 1926년 - 1930년)
- 아돌프 히틀러(Adolf Hitler, 1930년 - 1931년)
- 에른스트 룀(Ernst Röhm, 1931년 - 1934년)
- 빅토르 루체(Viktor Lutze, 1934년 - 1943년)
- 빌헬름 셰프만(Wilhelm Scheppmann, 1943년 - 1945년)

## 같이 보기
- 민병
- 알바니아 파시스트당
- 국가안보의용민병대
- 영국 파시스트 연합
- 남의사
- 육군전우협회
- 철위대
- 이탈리아 사회공화국
- 바이마르 공화국의 준군사조직